# أرتورو باديو
أرتورو باديو (بالإسبانية: Arturo Badillo)‏ مواليد 28 مايو 1988 في تيخوانا، هو ملاكم محترف مكسيكي يصنف ضمن فئة وزن الذبابة.

## إحصائيات
خاض خلال مسيرته 21 نزالا، فاز في 20 ولم يتعادل وخسر في 1. فاز بالضربة القاضية في 18 نزالا.

## روابط خارجية
- أرتورو باديو على موقع بوكس ريك (الإنجليزية) (registration required)